# Burgstall Elsenfeld
Der Burgstall Elsenfeld, ursprünglich Elsaffe(n), ist eine abgegangene Niederungsburg in Elsenfeld im Landkreis Miltenberg in Bayern. 

## Lage
Die Burg lag in einer sumpfigen Niederung der Elsava kurz vor deren Mündung in den Main. Ihre Position ist durch zwei Kartenwerke von 1776 (dort bezeichnet als Rudera eines alten Schlosses) und 1873 (dort bezeichnet als Kastell) überliefert. Die Burgstelle ist durch einen Bahngleiskörper und einen Industriebetrieb überbaut.

## Geschichte
Die Elsenfelder Burg wurde vermutlich im frühen 12. Jahrhundert errichtet und wäre zeitlich dem beginnenden Hochmittelalter zuzuordnen. Als ihr Erbauer kommt ein Edelfreier Adelbraht de Elsaffen infrage, der 1122 als Zeuge in einer in Aschaffenburg ausgestellten Urkunde des Mainzer Erzbischofs Adalbert I. genannt ist; diese Urkunde ist nur in einer Kopie des frühen 15. Jahrhunderts erhalten. 
Zeitpunkt und Anlass der Zerstörung der Burg sind unbekannt. Da es keine weiteren Schriftquellen gibt, wird sie nur kurze Zeit bestanden haben. Das Burgareal wurde um 1874 beim Bau der Bahnstrecke Aschaffenburg–Miltenberg eingeebnet. Dort geborgenes Fundmaterial wurde von Peter Endrich dem Spätmittelalter zugewiesen.

## Anlage
Die Karte des Geometers Weygand von 1776 zeigt Trümmerreste eines Mauergevierts inmitten einer rundlichen, von einem Feldweg angeschnittenen Umwallung. Die Wehranlage dürfte somit sehr wahrscheinlich dem Typus einer Turmhügelburg entsprochen haben. 
Die Anlage ist als Bodendenkmal mit der Aktennummer D-6-6120-0033 und der Beschreibung als Archäologische Befunde des Mittelalters und der frühen Neuzeit im Bereich eines verebneten Burgstalles. ausgewiesen. Archäologische Erkenntnisse liegen nicht vor.